# Río Urik
El río Urik (del ruso: Урик) es un río de Rusia que discurre por el óblast de Irkutsk, en Siberia orienteal. Es una fluente del río Bolshaya Bélaya por la orilla derecha, por lo que es un subafluente del Yeniséi por el Bolshaya Bélaya por el Angará.

## Geografía
La cuenca hidrográfica del Urik tiene una superficie de 3300 km². Su caudal medio en la desembocadura es de 41 m³/s . 
El Urik nace en la vertiente septentrional de los montes Sayanes orientales. Discurre globalmente en dirección nordeste. Su curso comporta numerosos meandros. Desemboca en el Bolshaya Bélaya por la orilla derecha al nivel de la pequeña localidad de Inga.
El Urik permanece habitualmente bajo los hielos desde la segunda quincena de octubre o la primera quincena de noviembre, hasta el final del mes de abril o el principio del mes de mayo.

## Hidrometría en Shanjar
El Urik es un río abundante, pero irregular. Su caudal ha sido observado durante 34 años (1957 y 1990) en Shanjar, localidad situada a 16 km de su confluencia con el Bolshaya Bélaya y a 571 metros de altura.
En Shanjar, el caudal interanual medio observado en este periodo fue de 40,3 m³/s para una superficie de drenaje de 3230 km², lo que supone la práctica totalidad de la cuenca del río. La lámina de agua vertida asciende a 394 mm por año, que puede ser considerada como elevada. 
Río alimentado sobre todo por las precipitaciones abundantes de la temporada estival, el Urik es un río de régimen pluvial que presenta dos estaciones.
Las crecidas se desarrollan del fin de la primavera a principios de otoño, del mes de junio al mes de septiembre inclusive, con un pico en julio-agosto. La cuenca se beneficia de precipitaciones abundantes sobre todo en verano, particularmente en las cimas, donde las precipitaciones invernales son de importancia. Las lluvias explican que el caudal de julio a septiembre se sostenga. En septiembre y después en octubre, el caudal del río baja rápidamente, lo que conduce al periodo de estiaje, que tiene lugar desde noviembre a abril incluido y corresponde al invierno y a las fuertes heladas que se abaten sobre toda la región. A pesar de ello, el río conserva generalmente un cierto caudal durante este periodo.
El caudal medio mensual observado en marzo (mínimo de estiaje) es de 3,66 m³/s, apenas un 3.5 % del caudal medio del mes de julio, máximo del año (117 m³/s), lo que testimonia la amplitud importante de las variaciones estacionales. En los 34 años del estudio el caudal mensual mínimo fue de  1,98 m³/s (marzo de 1974), mientras que el caudal mensual máximo fue de  214 m³/s (agosto de 1967).
En lo que concierne al periodo libre de hielo (de junio a septiembre inclusive), el caudal mínimo observado fue de 38,4 m³/s en septiembre de 1977.
| Caudal medio mensual del Urik en la estación hidrológica de Shanjar (Datos calculados en 34 años, 1957-90, en m³/s) |
| |